# Saint-Anthot
Saint-Anthot település Franciaországban, Côte-d’Or megyében. Lakosainak száma 63 fő (2022. január 1.). Saint-Anthot Saint-Mesmin, Aubigny-lès-Sombernon, Grosbois-en-Montagne és Vieilmoulin községekkel határos.

## Népesség
A település népessége az elmúlt években az alábbi módon változott:
| Lakosok száma | 47   | 45   | 45   | 48   | 75   | 71   | 59   | 56   | 55   | 63   |
|               | 1968 | 1982 | 1990 | 2006 | 2013 | 2015 | 2017 | 2019 | 2020 | 2022 |